# Polistes delhiensis
Polistes delhiensis  (лат.) — вид общественных ос из семейства Vespidae (Polistinae).

## Распространение
Тропическая и субтропическая Южная и Юго-Восточная Азия, включая Вьетнам и Индию.

## Описание
Среднего размера бумажные осы, длина 10—14 мм. Отличается от других видов подрода Polistella мелкими размерами и чёрным пятном у вершины маргинальной ячейки переднего крыла (у близких видов, например, у Polistes sagittarius, Polistes strigosus и Polistes japonicus эта ячейка без тёмного пятна). Вид включают в подрод Polistella (в котором около 85 видов), крупнейший из четырёх подродов Старого Света в составе рода бумажных ос Polistes. Также Polistes delhiensis включают в видовую группу «Stenopolistes» group. Впервые вид был описан в 1989 году индийскими энтомологами Б. Дасом (Das B. P.) и М. Гуптой (Gupta V. K.; Department of Zoology, University of Delhi, Дели, Индия). Название дано по имени города Дели, где обнаружена типовая серия.